# 범망경 (상좌부)
《범망경》(梵網經, 브라흐마잘라 숫따, Brahmajāla Sutta, D1, DN1)은 디가 니까야의 첫 번째 경이다.
《장아함(長阿含)》 제21경인 《범동경(梵動經)》(K.0647, T.0001)과 《범망육십이견경(梵網六十二見經)》(K.0659, T.0021)으로 각각 한역(漢譯)되었다.
대승불교에도 같은 이름의 《범망경(梵網經)》(K.0527, T.1484)이 있다.

## 내용
석가모니와 제자 일행은 라자가하에서 날란다로 가는 큰 길에서 유행승 숩삐야(Suppiya)와 그의 제자 바라문 브라흐마닷따(Brahmadatta)을 만난다. 그런데, 숩삐야는 석가모니를 계속 비방하기만 하고, 반대로 브라흐마닷따는 석가모니를 계속 칭송하기만 한다.
제자들이 이를 이상하게 여기자, 석가모니가 승가를 비방하는 일에 대처하는 방법과, 사문이 비방 받을 일과 칭송 받을 일을 설명하면서 경은 시작된다.
승가가 비방을 당한다고 화를 내면 마음에 장애가 되므로, 기분 나빠하거나 싫어하지 말아야 하고, 사실을 그대로 설명해서 오해를 풀어야 한다. 칭찬을 받았다고 기뻐해도 안되며 사실을 인정해야 한다.
여래는 계를 잘 지키므로 비방 받지 않고, 바른 법을 보이는 것으로 칭송 받는다.
석가모니는 인간이 갖는 종교적 견해를 18가지 과거를 모색하는 것과, 44가지 미래를 모색하는 것, 모두 62개로 나누어 설명한 후. 바른 법은 이 62개 견해의 ‘그물’(jala, 網)에서 걸리지 않는 것임을 설명한다.

## 사문이 지켜야 할 계율
세속적인 계

### 짧은 길이의 계
1. 생명을 죽이지 않는다.
2. 주지 않는 것을 갖지 않는다.
3. 음행을 하지 않는다.
4. 거짓말 하지 않는다.
5. 중상모략 하지 않는다.
6. 욕을 하지 않는다.
7. 잡담을 하지 않는다.
8. 씨앗과 초목을 손상시키지 않는다.
9. 하루에 한 끼만 먹는다.
10. 춤, 노래, 음악, 연극을 구경하지 않는다.
11. 화한을 두르지 않고, 향수를 바르지 않고, 화장품으로 꾸미지 않는다.
12. 높고 큰 침상을 사용하지 않는다.
13. 금과 은을 받지 않는다.
14. 요리하지 않은 날곡식을 받지 않는다.
15. 생고기를 받지 않는다.
16. 여자와 동녀를 받지 않는다.
17. 하인과 하녀를 받지 않는다.
18. 염소와 양을 받지 않는다.
19. 닭과 돼지를 받지 않는다.
20. 코끼리, 소, 말, 암말을 받지 않는다.
21. 농토나 토지를 받지 않는다.
22. 남의 심부름꾼이나 전령을 하지 않는다.
23. 사고파는 것을 하지 않는다.
24. 저울을 속이지 않고, 금속을 속이지 않고, 치수를 속이지 않는다.
25. 악용하고, 속이고, 횡령하고, 사기치는 것을 하지 않는다.
26. 상해, 살상, 포박, 약탈, 노략질, 폭력을 하지 않는다.

### 긴 길이의 계
- 예언하기, 점치기, 해몽하기, 주술하기, 풍수보기, 귀신 물리치기, 불에 제사지내기 등

## 18가지 과거를 모색하는 견해

### 영속론 4가지
수련으로 전생을 보았으므로, 윤회는 있으나 세상과 자아는 변하지 않는다고 생각한다.

### 일부영속론 4가지
- 전생에 범천이었음을 기억해 범천은 영원하지만 세상과 자아는 유한하다고 생각한다.
- 오감은 무상하나 마음은 무한함을 논리적으로 해석해서 결론내린다.

### 4가지 세상이 유한하다거나 무한하다고 믿는 자
유변무변론

#### 세상이 유한하다고 믿는 자
삼매에서 세상은 유한하다는 인식을 갖게 된 사람.

#### 세상이 무한하다고 믿는 자
삼매에서 세상은 무한하다는 인식을 갖게 된 사람.

#### 세상이 유한하기도 하고 무한하기도 하다고 믿는 자
삼매에서 세상은 위아래는 유한하고 옆으로는 무한하다는 인식을 갖게 된 사람.

#### 세상이 유한한 것도 아니고 무한한 것도 아니라고 믿는 자
논리와 해석으로 세상이 유한한 것도 아니고 무한한 것도 아님을 알게 된 사람.

### 4가지 애매모호한 자
만식교란론(鰻式攪亂論)

## 44가지 미래를 모색하는 견해

### 사후에 자아가 인식을 가지고 존재한다고 믿는 16가지 견해
사후유상론

### 사후에 자아가 인식이 없이 존재한다고 믿는 8가지 견해
사후무상론

### 사후에 자아가 인식을 갖는 것도, 갖지 않는 것도 아닌 것으로 존재한다고 믿는 8가지 견해
사후비유상비무상론

### 7가지 사후단멸론자
단멸론

### 구경현법열반을 주장하는 5가지 견해
현법열반론

## 같이 보기
- 범동경
- 육십이견(六十二見)

## 한국어 번역
- 이중표 역해, 범망경(梵網經), 《정선 디가 니까야》(광주: 전남대학교출판부), 2014.
- 전재성 역주, 예순두 가지의 잘못된 견해란 무엇인가?, 《(디가니까야 앤솔로지)신들과 인간의 스승: 한권으로 읽는 디가니까야》(서울: 한국빠알리성전협회), 2011.
- 전재성 역주, 하느님의 그물의 경, 《(우리말 빠알리대장경)디가니까야 전집》(서울: 한국빠알리성전협회), 2011.
- 각묵 옮김, 범망경(梵網經): 범천의 그물, 견해의 그물, 《디가 니까야: 길게 설하신 경》(울산: 초기불전연구원, 2006), 79~181쪽.

## 참고 문헌
1. ↑  《범망육십이견경(梵網六十二見經)》의 이름은 이 견해의 수에서 딴 것이다.